# Naturbahnrodel-Weltmeisterschaft 2019
Die 22. FIL Naturbahnrodel-Weltmeisterschaft fand vom 31. Januar bis 3. Februar 2019 auf der Naturrodelbahn Lahnwiesen in Latzfons in Italien mit der Rekord-Anzahl von 23 Nationen statt. Die Einsitzer-Wettkämpfe wurden in drei, jene der Doppelsitzer in zwei Wertungsläufen ausgetragen. Organisiert wurde die Veranstaltung von den Sportvereinen Latzfons/Verdings und Feldthurns.

## Herren-Einsitzer
| Platz | Name                | Zeit        |
| ----- | ------------------- | ----------- |
| 01    | Alex Gruber         | 3:06,23 min |
| 02    | Thomas Kammerlander | + 1,56 s    |
| 03    | Michael Scheikl     | + 2,17 s    |
| 04    | Florian Glatzl      | + 2,38 s    |
| 05    | Juri Talych         | + 2,72 s    |
| 06    | Florian Clara       | + 2,73 s    |
| 07    | Stefan Federer      | + 2,95 s    |
| 08    | Stanislaw Kowschik  | + 3,02 s    |
| 09    | Alexander Jegorow   | + 3,67 s    |
| 10    | Fabian Achenrainer  | + 3,71 s    |

Datum: 2. Februar (1. und 2. Wertungslauf) und 3. Februar (3. Wertungslauf)

## Damen-Einsitzer
| Platz | Name                   | Zeit        |
| ----- | ---------------------- | ----------- |
| 01    | Evelin Lanthaler       | 3:08,64 min |
| 02    | Greta Pinggera         | + 1,80 s    |
| 03    | Tina Unterberger       | + 3,22 s    |
| 04    | Jekaterina Lawrentjewa | + 3,23 s    |
| 05    | Alexandra Pfattner     | + 3,79 s    |
| 06    | Daniela Mittermair     | + 3,95 s    |
| 07    | Michelle Diepold       | + 4,63 s    |
| 08    | Lisa Walch             | + 6,02 s    |
| 09    | Christa Unterholzner   | + 6,44 s    |
| 10    | Darja Malejewa         | + 8,36 s    |

Datum: 2. Februar (1. und 2. Wertungslauf) und 3. Februar (3. Wertungslauf)

## Doppelsitzer
| Platz | Name                                      | Zeit        |
| ----- | ----------------------------------------- | ----------- |
| 01    | Patrick Pigneter – Florian Clara          | 2:13,22 min |
| 02    | Pawel Porschnew – Iwan Lasarew            | + 01,30 s   |
| 03    | Patrick Lambacher – Matthias Lambacher    | + 01,34 s   |
| 04    | Rupert Brüggler – Tobias Angerer          | + 01,86 s   |
| 05    | Stanislaw Kowschik – Ilja Tarassow        | + 03,27 s   |
| 06    | Alexander Jegorow – Pjotr Popow           | + 03,85 s   |
| 07    | Fabian Achenrainer – Miguel Brugger       | + 05,06 s   |
| 08    | Myroslav Lenko – Andrii Hirniak           | + 08,91 s   |
| 09    | Adam Jędrzejko – Kacper Adamski           | + 10,39 s   |
| 10    | Oliver Schiller – Simon Dietz             | + 10,85 s   |
| 11    | Morosan Bogdan – Maria Cristina Ciubotaru | + 25,20 s   |

Datum: 2. Februar